# بشير خلف
بشير خلف، ولد بشير خلف في عام 1944 في بلدة قمار، بولاية الوادي حالياً.
كان يتيم الوالدين فتولّى تربيته الشيخ سي الطاهر تلحيق المعروف بسي الطاهر (بسّا)الذي كان إمامًا بالجامع العتيق بقمار (جامع الطُّلْبة)، والذي كان تجاني الطريقة، وكان حازمًا ومُجدًّا فقد حفظ عليه الكثير القرآن الكريم. انتقل إلى مدينة عنابة في عام 1957 ليشتغل في التجارة إلى مطلع عام 1960، حيث انضم إلى فرقة فدائية في مدينة عنابة، فألقت سلطات الاستعمار القبض عليه في أواخر عام 1960، وحكمت عليه بالسجن لمدة 15 عاماً. في السجن تابع دراسته العام 1962، حيث أفرج عنه إثر الاستقلال الوطني، وقد استمر بعد إطلاق سراحه ضمن جيش التحرير الوطني إلى غاية 1964م، حيث خرج منه، واستقر في سلك التعليم منذ ذلك الوقت، يعمل حالياً مفتشاً للتعليم الابتدائي بدائرة قمار.
نشر معظم قصصه منذ بداية السبعينات في الصحف والدوريات الوطنية والعربية، كجريدة الشعب، وجريدة النصر، ومجلة المجاهد الأسبوعي، والأديب البيروتية، وكرمته مجلة آمال عام 1977 فخصصت عددها 39 لقصصه. انتخب عضواً للجنة المديرية في اتحاد الكتاب والصحافيين والمترجمين الجزائريين منذ المؤتمر الذي عقد بمدينة الجزائر في أبريل 1985م. له:
- أخاديد على شريط الزمن (مجموعة قصصية)، نشر مجلة آمال- وزارة الثقافة والإعلام- الجزائر عدد 39 سنة 1977م.
- القرص الأحمر (قصة) المؤسسة الوطنية للكتاب- الجزائر 1986م.